# Zafra hervieri
Zafra hervieri is een slakkensoort uit de familie van de Columbellidae. De wetenschappelijke naam van de soort is voor het eerst geldig gepubliceerd in 1902 door Pace.